# حسین‌بخش صفری
حسین‌بخش صفری (زاده ۱۳۷۵ خورشیدی در شیبر، بامیان) جوجیتسوکار اهل افغانستان است. او در بازی‌های آسیایی داخل سالن و هنرهای رزمی ۲۰۱۷ که در عشق‌آباد ترکمنستان برگزار شده بود توانست مدال طلای این مسابقات را کسب کند.
صفری در آخرین رده‌بندی فدراسیون جهانی جوجیتسو در رشته فول کونتاکت جوجیتسو در سال ۲۰۲۰ میلادی برای دومین سال پی‌درپی در مقام نخست قرار گرفت.

## زندگی‌نامه
حسین‌بخش صفری زاده ۱۳۷۵ خورشیدی در شیبر، بامیان در خانواده‌ای از قوم هزاره است. وی به همراه خانواده خود در سال‌های جنگ‌های داخلی افغانستان به پاکستان مهاجرت کرد و در سال ۱۳۸۷ به افغانستان بازگشت و در کابل ساکن شدند. وی تحصیلات خود را تا صنف دوازدهم ادامه داد و به دلیل مشکلات اقتصادی به‌طور موقت از ادامه تحصیل بازماند و بعدها تصمیم به ادامه تحصیل گرفت. حسین از نه سالگی به ورزش روی آورد و در سال‌های ۲۰۱۰ الی ۲۰۱۱ به عضویت تیم ملی جوجیتسو افغانستان درآمد. در اولین مسابقات برون مرزی خود در لاهور، پاکستان با شکست دادن حریفانش از ایران، پاکستان، عراق و کره جنوبی توانست مدال نقره این مسابقات را کسب کند. وی علاوه بر ورزش جوجیتسو در رشته‌های پهلوانی و مسابقات آزاد هم فعالیت می‌کند.

## مسابقات

### مسابقات آسیایی ترکمنستان ۲۰۱۷
حسین‌بخش صفری در بازی‌های آسیایی داخل سالن و هنرهای رزمی ۲۰۱۷ که در عشق آباد ترکمنستان برگزار شده بود توانست اولین مدال کاروان افغانستان را در این مسابقات در بخش ورزش‌های رزمی و در رشته رزمی نیوفول کنتاکت جوجیتسو، در وزن ۶۲ کیلوگرم و پس از شکست سه حریف از کشورهای ترکمنستان و قرقیزستان مدال طلا را کسب کند.

### مسابقات بین‌المللی هند ۲۰۱۹
حسین‌بخش صفری در مسابقات بین‌المللی جوجیتسو که در هند در تاریخ ۷ آوریل ۲۰۱۹ برگزار شده بود با شکست سه حریف توانست سه مدال طلا را در این مسابقه به دست بیاورد.

### مسابقات آسیایی مغولستان ۲۰۱۹
حسین‌بخش صفری در مسابقات آسیایی جوجیتسو که در شهر اولان‌باتور کشور مغولستان در تاریخ ۲۸ سرطان/تیر ۱۳۹۸ برگزار شده بود، توانست در رشتهٔ کونتکت جوجیتسو به مدال طلا و در رشتهٔ فایتینگ جوجیتسو به مدال برنز دست یابد.
حسین‌بخش صفری در هنرهای رزمی ترکیبی حرفهٔ نیز افتخارات زیادی برای وطن خود کسب کرده‌است. نتیجه مسابقات هنرهای رزمی ترکیبی حرفهٔ وی شش برد و دو باخت است. 
| ردیف | تاریخ         | حریف                   | رویداد                                                                               | روند | زمان | نتیجه | طریقه           |
| ---- | ------------- | ---------------------- | ------------------------------------------------------------------------------------ | ---- | ---- | ----- | --------------- |
| ۱    | ۳ جون ۲۰۱۶    | عبدالمقتدیر اوریاخیل   | SLFC 2                                                                               | ۱    | ۱:۴۵ | برد   | تسلیم           |
| ۲    | ۱۶ دسمبر ۲۰۱۶ | اسماعیل حیدری          | SLFC 3                                                                               | ۳    | ۰:۳۱ | باخت  | ضربه فنی        |
| ۳    | ۲۶ جنوری ۲۰۱۸ | فیض‌الله قادری          | SLFC شب نبرد افغانستان ۱                                                             | ۱    | ۳:۰۱ | برد   | تسلیم           |
| ۴    | ۱۰ می ۲۰۱۸    | مرتضا حسینی احمد فداله | SLFC شب نبرد افغانستان ۳                                                             | ۱    | ۳:۱۶ | برد   | تسلیم           |
| ۵    | ۲۵ جنوری ۲۰۱۹ | عمران                  | SLFC شب نبرد افغانستان ۶                                                             | ۵    | ۵:۰۰ | برد   | تصمیم اتفاق آرا |
| ۶    | ۲۸ دسمبر ۲۰۱۹ | پتر برگ                | شب‌های نبرد جهانی ۹۶en:AMC Fight Nights                                               | ۳    | ۳:۰۰ | برد   | تصمیم اتفاق آرا |
| ۷    | ۶ اپریل ۲۰۲۱  | اوکتیابرین یاکوفلیف    | مسابقات قهرمانی عقاب (Eagle Fighting Championship 35) en:Eagle Fighting Championship | ۳    | ۳:۰۰ | برد   | تصمیم اتفاق آرا |
| ۸    | ۱۸فبروری ۲۰۲۲ | رینات اوندار           | مسابقاب قهرمانی عقاب (Eagle Fighting Championship 45)                                | ۱    | ۰:۲۳ | باخت  | ضربه فنی        |